# Saut en hauteur féminin aux Jeux olympiques d'été de 1984
Navigation
Même discipline aux J.O. de Moscou en 1980, ... aux J.O. de Séoul en 1988...
L'épreuve du saut en hauteur féminin aux Jeux olympiques de 1984 se déroule les 9 et 10 août 1984 au Memorial Coliseum de Los Angeles en Californie aux  États-Unis.
Elle est remportée par l'Ouest-Allemande Ulrike Meyfarth qui établit un nouveau record olympique avec un saut à 2,02 m et décroche son deuxième titre olympique après celui de Münich en 1972.

## Résultats

### Finale
| Rang               | Pays                  | Athlète              | 1,75 | 1,80 | 1,85 | 1,88 | 1,91 | 1,94 | 1,97 | 2,00 | 2,02 | Marque | Note |
| ------------------ | --------------------- | -------------------- | ---- | ---- | ---- | ---- | ---- | ---- | ---- | ---- | ---- | ------ | ---- |
| Médaille d'or      | Ulrike Meyfarth       | Allemagne de l'Ouest |      | o    | o    | o    | o    | o    | xo   | o    | o    | 2,02   | OR   |
| Médaille d'argent  | Sara Simeoni          | Italie               |      | o    | o    | -    | o    | o    | xo   | o    | xxx  | 2,00   |      |
| Médaille de bronze | Joni Huntley          | États-Unis           |      | o    | xo   | o    | o    | xo   | xo   | xxx  |      | 1,97   |      |
| 4                  | Maryse Éwanjé-Épée    | France               |      | o    | o    | o    | o    | o    | xxx  |      |      | 1,94   |      |
| 5                  | Debbie Brill          | Canada               |      | o    | o    | o    | xxo  | o    | xxx  |      |      | 1,94   |      |
| 5                  | Vanessa Browne        | Australie            | o    | o    | xxo  | xxo  | o    | xo   | xxx  |      |      | 1,94   |      |
| 7                  | Zeng Dazhen           | Chine                |      | o    | o    | o    | o    | xxx  |      |      |      | 1,91   |      |
| 8                  | Louise Ritter         | États-Unis           |      | o    | xo   | xo   | o    | xxx  |      |      |      | 1,91   |      |
| 9                  | Yang Wenqin           | Chine                |      | o    | o    | o    | xxx  |      |      |      |      | 1,88   |      |
| 9                  | Diana Elliott-Davies  | Royaume-Uni          |      | o    | o    | o    | xxx  |      |      |      |      | 1,88   |      |
| 11                 | Pamela Spencer        | États-Unis           |      |      | o    | -    | xxx  |      |      |      |      | 1,85   |      |
| 11                 | Niculina Vasile       | Roumanie             |      | o    | o    | -    | xxx  |      |      |      |      | 1,85   |      |
| 11                 | Heike Redetzky-Henkel | Allemagne de l'Ouest |      | o    | o    | xxx  |      |      |      |      |      | 1,85   |      |
| 11                 | Christine Stanton     | Australie            |      | o    | o    | xxx  |      |      |      |      |      | 1,85   |      |
| 11                 | Brigitte Holzapfel    | Allemagne de l'Ouest | o    | o    | o    | xxx  |      |      |      |      |      | 1,85   |      |

## Légende
Records et Performances
- AR : Record continental (area record)
- CR : Record des championnats (championship record)
- MR : Record du meeting (meet record)
- NR : Record national (national record)
- OR : Record olympique (olympic record)
- PR : Record paralympique (paralympic record)
- PB : Record personnel (personal best)
- SB : Meilleure performance personnelle de la saison (season's best)
- WL : Meilleure performance mondiale de l'année (world leader)
- WJR : Record du monde junior (world junior record)
- WR : Record du monde (world record)

Circonstances et Conditions
- DNF : N'a pas terminé (did not finish)
- DNS : N'a pas pris le départ (did not start)
- DQ : Disqualification (disqualification)
- NM : Aucun essai valable enregistré (No Mark)
- Q : Qualifié « directement » au prochain tour (ou à la prochaine compétition), lors d'une compétition majeure, grâce au classement ou à la réalisation des minima (automatic qualifier)
- q : Qualifié au prochain tour (ou à la prochaine compétition), lors d'une compétition majeure, grâce au repêchage ou à la réalisation de l'une des meilleures performances parmi celles des « non qualifiés directement » (grâce au meilleur temps ou à la meilleure distance par exemple) (secondary qualifier)

.